# Song Joong-ki
Song Joong-ki (송중기?, 宋仲基?, Song Jung-kiLR, Song ChungkiMR; Daejeon, 19 settembre 1985) è un attore sudcoreano.
È una delle maggior star della hallyu grazie al successo internazionale riscosso dalle serie TV e dai film in cui ha recitato.

## Vita privata
Il 5 luglio 2017, Song Joong-ki e la collega di Tae-yang-ui hu-ye Song Hye-kyo hanno annunciato il loro fidanzamento tramite le rispettive agenzie. Si sono sposati il 31 ottobre 2017 al Shilla Hotel di Seul, tra l'interesse dei media di tutta l'Asia. Alla cerimonia privata hanno partecipato familiari, amici intimi e colleghi, tra cui gli attori Lee Kwang-soo, Yoo Ah-in e Park Bo-gum. Il 26 giugno 2019, ha chiesto il divorzio, che è stato completato a luglio.
Il 30 gennaio 2023, si è sposato con l'attrice Katy Louise Saunders, annunciando contemporaneamente la gravidanza della moglie. Il figlio, un maschio, è nato a Roma a giugno 2023. A novembre 2024 hanno avuto una figlia.

## Filmografia

### Cinema
- Ssanghwajeom (쌍화점?), regia di Yoo Ha (2008)
- Ogamdo (오감도?), regia di Daniel H. Byun, Hur Jin-ho, Yoo Young-sik, Min Kyu-dong e Oh Ki-hwan (2009)
- Itaewon sar-insageon (이태원 살인사건?), regia di Hong Ki-sun (2009)
- Ma-eum-i 2 (마음이2?), regia di Lee Jung-chul (2010)
- Tikkeulmo-a romance (티끌모아 로맨스?), regia di Kim Jung-hwan (2011)
- Baramgwa hamkke sarajida (바람과 함께 사라지다?), regia di Kim Joo-ho (2012)
- Neukdae sonyeon (늑대소년?), regia di Jo Sung-hee (2012)
- Gunhamdo (군함도?), regia di Ryoo Seung-wan (2017)
- Space Sweepers (승리호?), regia di Jo Seung-hee (2021)
- My Name Is Loh Kiwan (로기완), regia di Kim Hee-jin (2024)

### Televisione
- Karl jab-i, Oh Su-jeong (칼잡이 오수정?) – serie TV (2007)
- Love Racing (러브 레이싱?, Reobeu re-isingLR) – serie TV (2008)
- Nae sarang geumji-og-yeop (	내 사랑 금지옥엽?) – serie TV (2008)
- Triple (트리플?) – serie TV (2009)
- Agassireul butakhae (아가씨를 부탁해?) – serie TV (2009)
- Christmas nun-i olkka-yo? (크리스마스에 눈이 올까요??) – serie TV (2010)
- Sanbu-in-gwa (산부인과?) – serie TV (2010)
- Seonggyun-gwan scandal (성균관 스캔들?) – serie TV (2010)
- Ppuri jip-eun namu (뿌리 깊은 나무?) – serie TV (2011)
- Sesang eodi-edo eobnneun chakhan namja (세상 어디에도 없는 착한 남자?) – serie TV (2012)
- Tae-yang-ui hu-ye (태양의 후예?) – serie TV (2016)
- Il suono del tuo cuore (마음의 소리?, Ma-eum-ui soriLR) – serie TV, puntata 1 (2016) – cameo
- Man to Man (맨투맨?) – serie TV, puntata 9 (2017) – cameo
- Arthdal Chronicles (아스달 연대기?, Aseudal yeondaegiLR) –  serie TV (2019)
- Vincenzo  (빈센조?, BinsenjoLR) – serie TV (2021)
- Piccole donne (작은 아씨들?, Jag-eun assideulLR) – serie TV, episodio 2 (2022) – cameo
- Jaebeoljip mangnae-adeul (재벌집 막내아들?) – serie TV (2022)
- La regina delle lacrime (눈물의 여왕?, Nunmur-ui yeo-wangLR)) – serie TV (2024) – cameo

### Doppiaggio
- Rio – film (2011) (Blu, doppiaggio coreano)

## Discografia

### Colonne sonore
- 2012 – Really (Sesang eodi-edo eobnneun chakhan namja OST)[17][18]

## Doppiatori italiani
Nelle versioni in italiano nelle opere in cui ha recitato, Song Joong-ki è stato doppiato da:
- Leonardo Caneva in My Name Is Loh Kiwan
- Emanuele Ruzza in Vincenzo

## Libri
- Beautiful Skin Project, Antenna Books, 2010, ISBN 9788996198826.